# Lanzierer

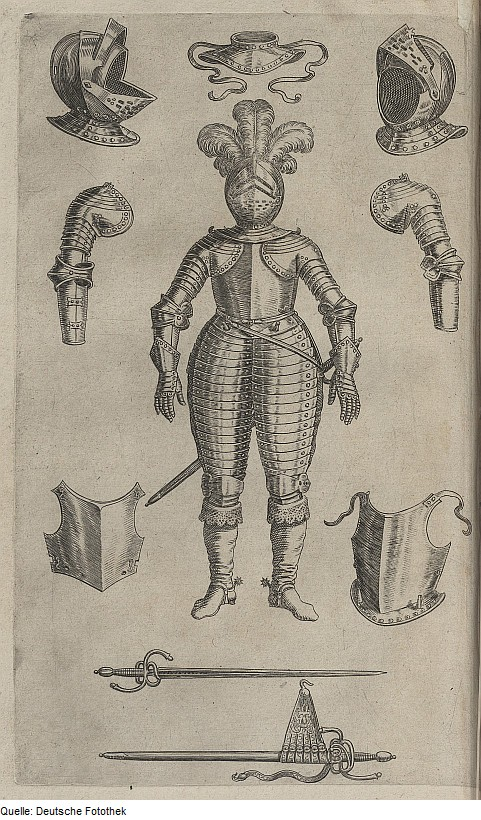
Rüstung und Waffen eines Lanzierers (Johann Jacobi von Wallhausen, Kriegskunst zu Pferdt, 1616)

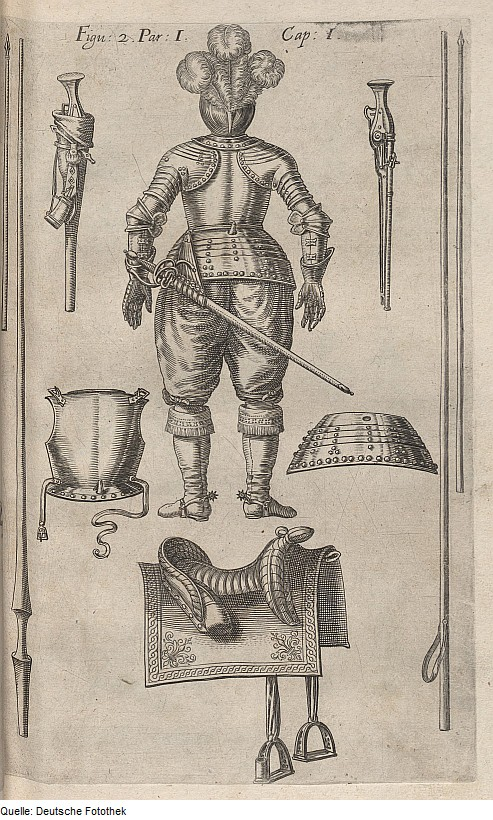
Rüstung und Waffen eines Lanzierers (Johann Jacobi von Wallhausen, Kriegskunst zu Pferdt, 1616)

Lanzierer waren eine mit Lanzen bewaffnete Gattung der schweren Kavallerie in europäischen Heeren der Frühen Neuzeit. Ein in England verbreiteter Typ wurde als Halb-Lanzierer (engl.: Demilancer bzw. Demi-lancer)  bezeichnet.

## Allgemein
Ab der Mitte des 16. Jahrhunderts kam es zu einer grundlegenden Umwandlung der Reiterei. Diese betraf zum einen ihre soziale Struktur, aber auch ihre Ausrüstung und Kampfweise. Der Anteil der adligen, mit der Lanze ausgestatteten Ritter ging gegenüber den nun auch meist so bewaffneten Waffenknechten, die von niederem oder ohne Adel waren, zurück. Die Reiter waren nun mit nicht mehr so kostbaren Pferden, sogenannte Ringerpferden (geringere Pferde), ausgerüstet. Dadurch verschwand der Vollharnisch des Reiters wie auch der Rossharnisch des Reittieres und wurde durch den bis zu den Knien reichenden Trabharnisch ersetzt. Die Lanzierer waren in der Regel mit den kräftigsten Ringerpferden, einem Trabharnisch, einer erleichterten Lanze, Reiterschwert und Radschlosspistolen ausgerüstet. Die Hauptaufgabe der Lanzierer bestand darin, die Linien der Feinde zu durchbrechen. Der Abschied von der Lanze begann in Deutschland schon in der Mitte des 16. Jahrhunderts, in Frankreich hatte man die Lanze bis 1580 überwiegend abgelegt und in England bis 1600. Die Schlacht von Coutras 1587 während der Hugenottenkriege ist bezeichnend für das Ende der schweren Lanze: 1300 gepanzerte Pistolenreiter des protestantischen Heeres schlugen im Verbund mit Infanteriefeuer nach kurzem Kampf 2000 als Lanzierer ausgestattete „Gens d’armes“ der Katholiken in die Flucht. Im ersten Drittel des Dreißigjährigen Krieges gingen die Lanzierer in der Truppengattung der Kürassiere auf, einzelne Lanzier-Kornettes bestanden nur noch als Elite-Leibkompanien (bspw. in der Leibwache Wallensteins oder im Kroatischen Reiter-Regiment Isolani). Die polnischen Husaren behielten die schweren Lanze bis ins späte 17. Jahrhundert.
Neben der zunehmenden Verbreitung von Handfeuerwaffen auch bei der Reiterei (siehe Caracolla und Arkebusierreiter) beschleunigte auch die Einführung der Pike bei der Infanterie das vorläufige Ende der Lanze. Der Gebrauch der schweren Lanze erforderte zudem mehr Geschick und  Übung als der von Handfeuerwaffen. Erst mit dem Aufkommen der Ulanen fand sie in leichterer Form wieder allgemein Verwendung.

## Halb-Lanzierer
Im 16. Jahrhundert kamen in England neben den meist als Lanzierern (Lancer) ausgestatteten Men-at-arms sogenannte Halb-Lanzierer (Demi-lancer) auf. Diese hatten eine etwas leichtere Lanze und waren zusätzlich mit einer oder zwei Pistolen im Holfter am Sattel und einem Schwert bewaffnet.  Der Halb-Lanzierer war zu drei Viertel oder zur Hälfte gepanzert. Harnisch und Schulterplatten waren kugelsicher. Offene Sturmhauben wurden anstelle des geschlossenen Helms getragen. Die Beinrüstung wurde durch lange, lederne Stulpenstiefel ersetzt, die zumindest gegen Blankwaffen einen gewissen Schutz boten. Die Pferde waren ungepanzert. Die Halb-Lanzierer waren charakteristisch für die frühneuzeitliche Entwicklung der reduzierten Rüstung bei gleichzeitiger Erhöhung ihrer Dicke zum Schutz der lebenswichtigen Körperbereiche gegen den Beschuss mit den damals immer weiter verbreiteten Handfeuerwaffen wie Arkebusen und später Musketen. Die reduzierte Passivbewaffnung erhöhte zudem die Mobilität von Ross und Reiter erheblich bei Senkung der Kosten und des Wartungsaufwandes. Wie andere zeitgenössische Kavalleriegattung auch wurden die Demi-lancers häufig dazu verwendet, die Flanke des Gegners anzugreifen und den fliehenden Feind zu verfolgen. Die Halb-Lanzierer spielten im Achtzigjährigen Krieg auf niederländisch-englischer Seite eine wichtige Rolle und wurden 1588 in großem Umfang zur Abwehr der befürchteten Invasion der Spanischen Armada ausgehoben, wobei auf ein milizartiges Systems zurückgegriffen wurde. Zur Finanzierung wurden Abgaben beim ersten- und zweiten Stand erhoben.